# فاليريا زورزيتو
فاليريا زورزيتو (من مواليد 21 أبريل 1969 في فيتشنزا) هي رياضية إيطالية بارالمبية فازت بميداليات في دورة الألعاب البارالمبية الصيفية لعام 2004. 

## سيرة شخصية
خلال حياتها المهنية، شاركت في ثلاث نسخ من دورة الألعاب البارالمبية. 

## روابط خارجية
- فاليريا زورزيتو في اللجنة البارالمبية الدولية (أيضًا هنا)
- فاليريا زورزيتو    في Comitato Italiano Paralimpico باللغة الإيطالية